# Affruntata

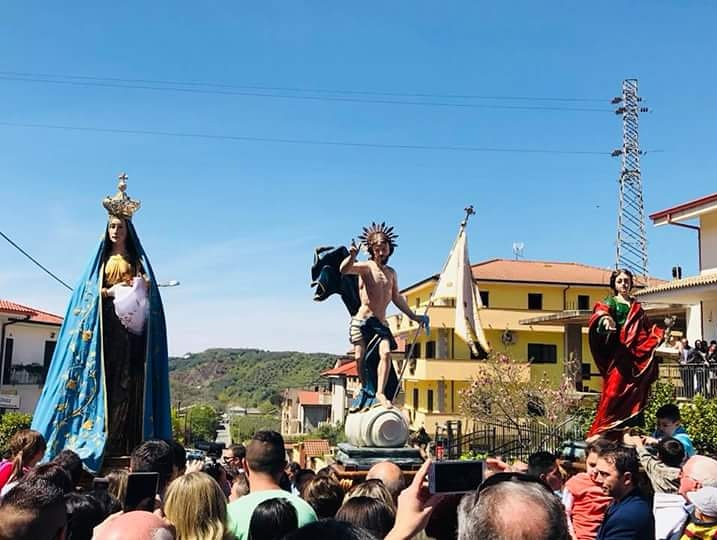
la Ncrinata (Affruntata) di Dasà (VV)

L'Affruntata o Affrontata ('incontro'), chiamata anche Cunfrunta, Cunfruntata, Cumprunta, Cumprunti, Ncrinata, a Giunta è un rito religioso praticato nel cattolicesimo in diverse zone dell'Italia meridionale la domenica di Pasqua, il lunedì dell’Angelo o il martedì dopo Pasqua, o ancora la Domenica in albis
Questo rito consiste nell'incontro tra Gesù risorto, la Madonna e San Giovanni Apostolo ed è l‘apice delle festività pasquali. 
La definizione nasce anche da ciò che il vangelo riporta a proposito dei dialoghi che accompagnano l'incontro tra San Giovanni Apostolo e la Madonna, l'incredulità dell'avvenuta Resurrezione di Gesù e la necessità di un “Confronto” diretto con la realtà, cioè la constatazione di persona dell'avvenuto miracolo. Tuttavia non vi sono cenni relativi all'incontro tra Cristo e la Vergine nei Vangeli canonici.
La manifestazione di origini spagnole, risalente al 600, presenta varianti nell'intera Italia meridionale: in Sicilia (Svelata, A Giunta o 'U Scuntru, Madonna vasa vasa''), in Abruzzo (La madonna che scappa in piazza, La Madonna che Véle di Introdacqua) e in altre regioni (Campania, Calabria e Sardegna). Si svolge per le strade e nelle piazze dei comuni, dove le statue raffiguranti la Madonna, Gesù Cristo, San Giovanni Apostolo vengono trasportate a spalla o a mano per simboleggiare l'incontro dopo la resurrezione di Cristo.
L'affruntata è inscenata anche all'estero, dove le comunità di emigrati italiani hanno deciso di mantenere le tradizioni dei paesi d'origine.

## Svolgimento
La statua di San Giovanni Apostolo fa la spola tra le altre due per 3 o 5 volte (il numero dei passaggi e la presenza del Santo stesso varia da paese a paese) avanti e indietro, con passo sempre più veloce, come messaggero della resurrezione di Cristo. Dopo questo, le statue della Madonna Addolorata e di San Giovanni corrono insieme verso la statua di Gesù risorto. All'incontro il velo nero del lutto viene tolto dalla statua di Maria (la cosiddetta "sbilazioni", "sbilata" o "sbilamentu"), lasciando visibile un vestito di festa, spesso azzurro o bianco.
Generalmente la maggior parte delle rappresentazioni dell'Affruntata (soprattutto in Calabria) utilizzano le tre figure già citate: San Giovanni Evangelista, la Madonna e il Cristo Risorto. Se le figure del Cristo e della madre sono costanti, in alcune rappresentazioni è assente quella dell'apostolo Giovanni (a volte sostituito da San Pietro o San Giuseppe) e sono presenti figuranti vestiti da apostoli o angeli. In alcuni paesi è presente anche la figura di Maria Maddalena.
In alcuni comuni la rappresentazione non è legata alla Pasqua, come avviene a Pazzano (RC), dove si utilizzano le figure del Santissimo Salvatore, di san Giuseppe e della Vergine Maria per rievocare il ritrovamento di Gesù al tempio, e a Palizzi (RC), dove la sera del 25 luglio si incontrano le statue della Madonna e e quella di Sant'Anna.

## Manifestazioni simili per paese e regioni

### Abruzzo

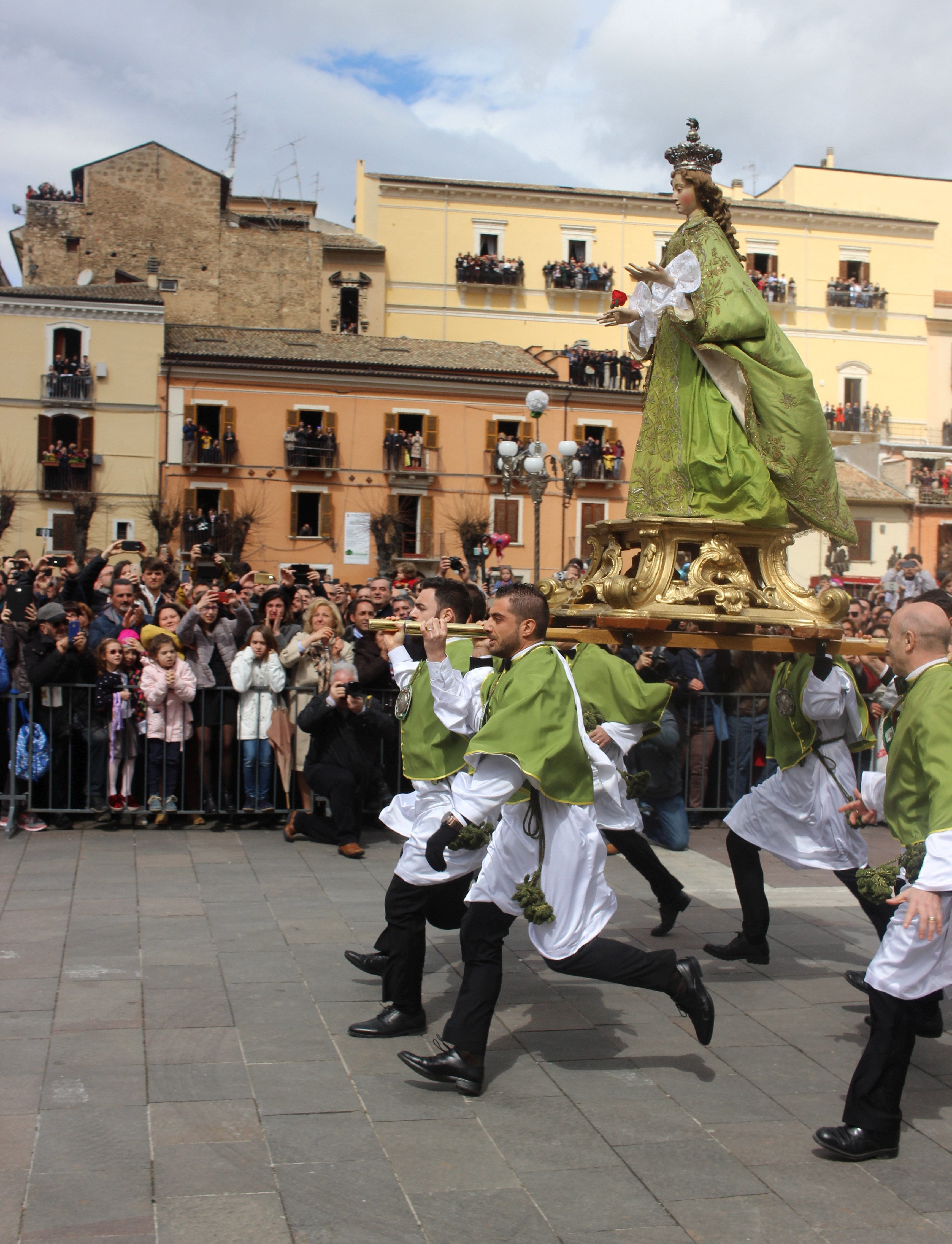
La madonna che scappa in piazza di Sulmona

Questa lista è suscettibile di variazioni e potrebbe essere incompleta o non aggiornata.

- Introdacqua
- Sulmona
- Pratola Peligna La madonna che scappa in piazza di Sulmona

### Calabria
In Calabria è perlopiù diffusa nelle provincie di Reggio Calabria, Vibo Valentia e nella provincia di Catanzaro meridionale e centrale, i due comuni più a nord dove viene riprodotta questa tradizione sono infatti Borgia, San Floro e Girifalco situati nell'Istmo di Catanzaro. Si tiene anche nel Capoluogo di Regione, Catanzaro, in particolare nell’antico quartiere di Gagliano. Pur non avvenendo l'effettivo rito dell'Affruntata, in alcuni comuni del catanzarese come Maida, Curinga e San Pietro a Maida, si effettua comunque la processione col Cristo Risorto e la Madonna. A Pizzo Calabro, per affruntata si intende il suggestivo momento in cui San Giovanni Apostolo, correndo per la piazza principale nella sera del Venerdì santo, annuncia a Maria la morte di suo figlio Gesù; le due statue poi raggiungeranno la chiesa di San Sebastiano, dove l'Addolorata avrà il suo incontro con il Cristo morto. A Stelletanone (frazione di Laureana di Borrello), la sera del Venerdì Santo avviene un primo incontro della madonna con il Cristo Morto: La Vergine Addolorata, "chiamata" in Chiesa da un sacerdote che ha tenuto la Predica di Passione entra in Chiesa correndo e va incontro al figlio morto; una copia piccola dell'effige del Cristo Morto viene adagiata sulle mani dell'Addolorata,dopodiché parte la processione al Sepolcro dove vengono poi reposte le Statue, in attesa della Domenica di Pasqua dove la Madonna incontrerà nuovamente il figlio, questa volta risorto.
Questa lista è suscettibile di variazioni e potrebbe essere incompleta o non aggiornata.

- Acquaro
- Arena
- Badolato
- Bagnara Calabra
- Bellantone di Laureana di Borrello
- Benestare
- Bianco
- Borgia
- Bovalino
- Briatico
- Brognaturo[1]
- Bruzzano Zeffirio
- Canolo
- Caulonia
- Cenadi
- Chiaravalle Centrale
- Cinquefrondi[2]
- Cittanova
- Condojanni
- Dasà
- Davoli
- Dinami
- Filogaso
- Giffone
- Gioiosa Ionica
- Girifalco[3]
- Guardavalle
- Ionadi[4]
- Isca sullo Ionio
- Laureana di Borrello
- Magisano
- Maierato
- Mammola
- Maropati
- Melicucco
- Monasterace
- Natile di Careri
- Pazzano[5]
- Pernocari di Rombiolo
- Petrizzi
- Pizzo
- Pizzoni
- Placanica
- Polistena[6][7]
- Portigliola
- Rizziconi
- Roccella Jonica
- Rombiolo
- Rosarno
- San Calogero
- San Ferdinando
- San Floro
- San Giorgio Morgeto
- San Gregorio d'Ippona
- San Luca
- San Pietro di Caridà
- San Sostene
- San Vito sullo Ionio
- Sant'Andrea Apostolo dello Ionio
- Sant'Onofrio
- Santa Caterina dello Ionio
- Sellia Marina
- Seminara
- Serrata
- Siderno
- Soriano Calabro
- Soverato
- Stalettì
- Stefanaconi
- Stelletanone di Laureana di Borrello
- Stignano
- Stilo
- Vibo Marina
- Vibo Valentia
- Zammarò

### Campania
Questa lista è suscettibile di variazioni e potrebbe essere incompleta o non aggiornata.

- Napoli quartiere Vomero

### Sicilia
Questa lista è suscettibile di variazioni e potrebbe essere incompleta o non aggiornata.

- Avola
- Barrafranca
- Buccheri
- Caltagirone
- Cassaro
- Casteltermini
- Enna
- Ferla
- Ispica
- Mazzarino
- Melilli
- Modica
- Mineo
- Noto
- Pachino
- Portopalo di Capo Passero
- Pozzallo

### Puglia
Questa lista è suscettibile di variazioni e potrebbe essere incompleta o non aggiornata.

- Troia

## Galleria d'immagini
- La cumprunta di Pazzano (2000)

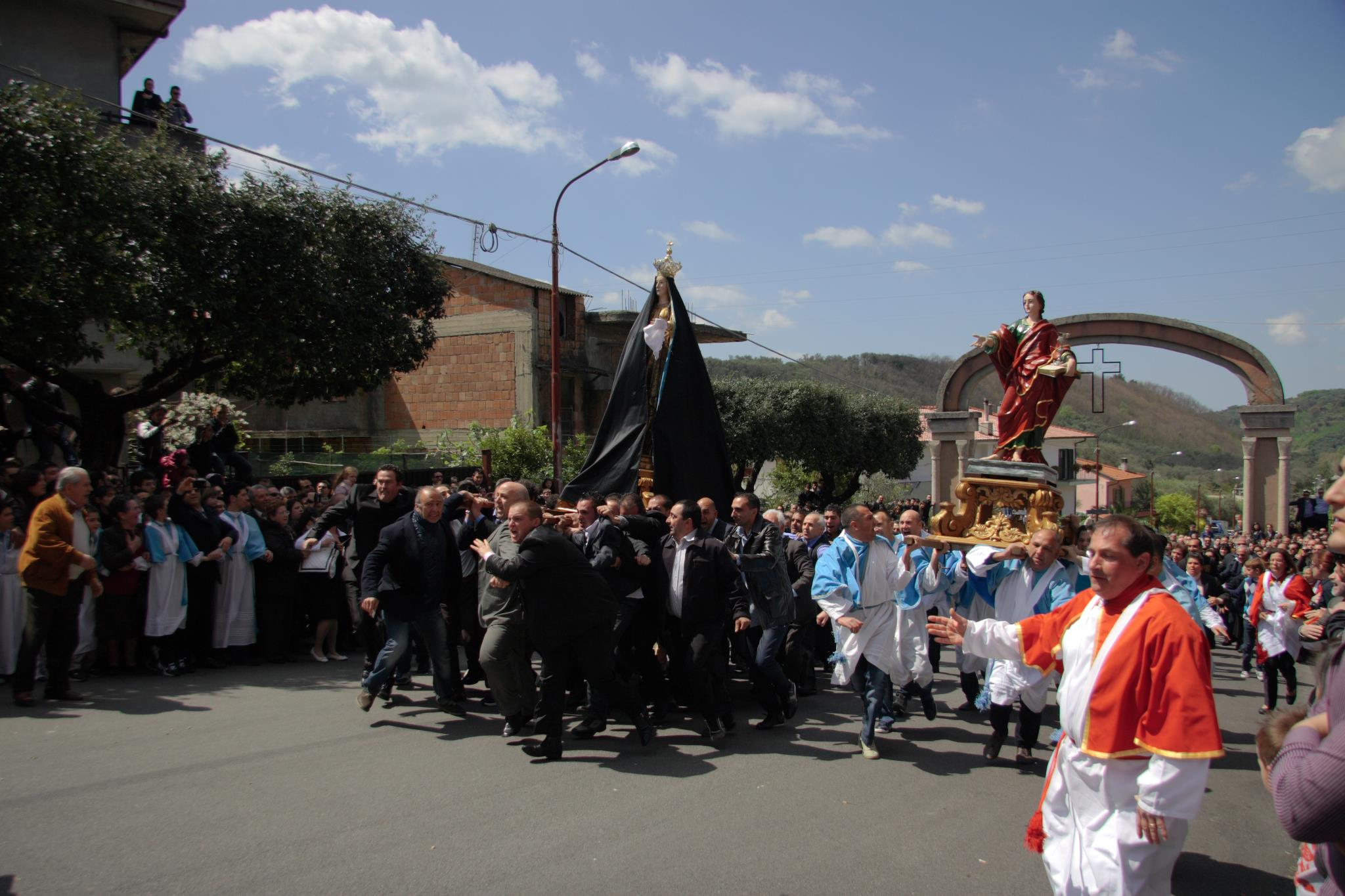
La Madonna della Consolazione e Giovanni apostolo ed evangelista che corrono incontro a Cristo, nel comune vibonese di Dasà
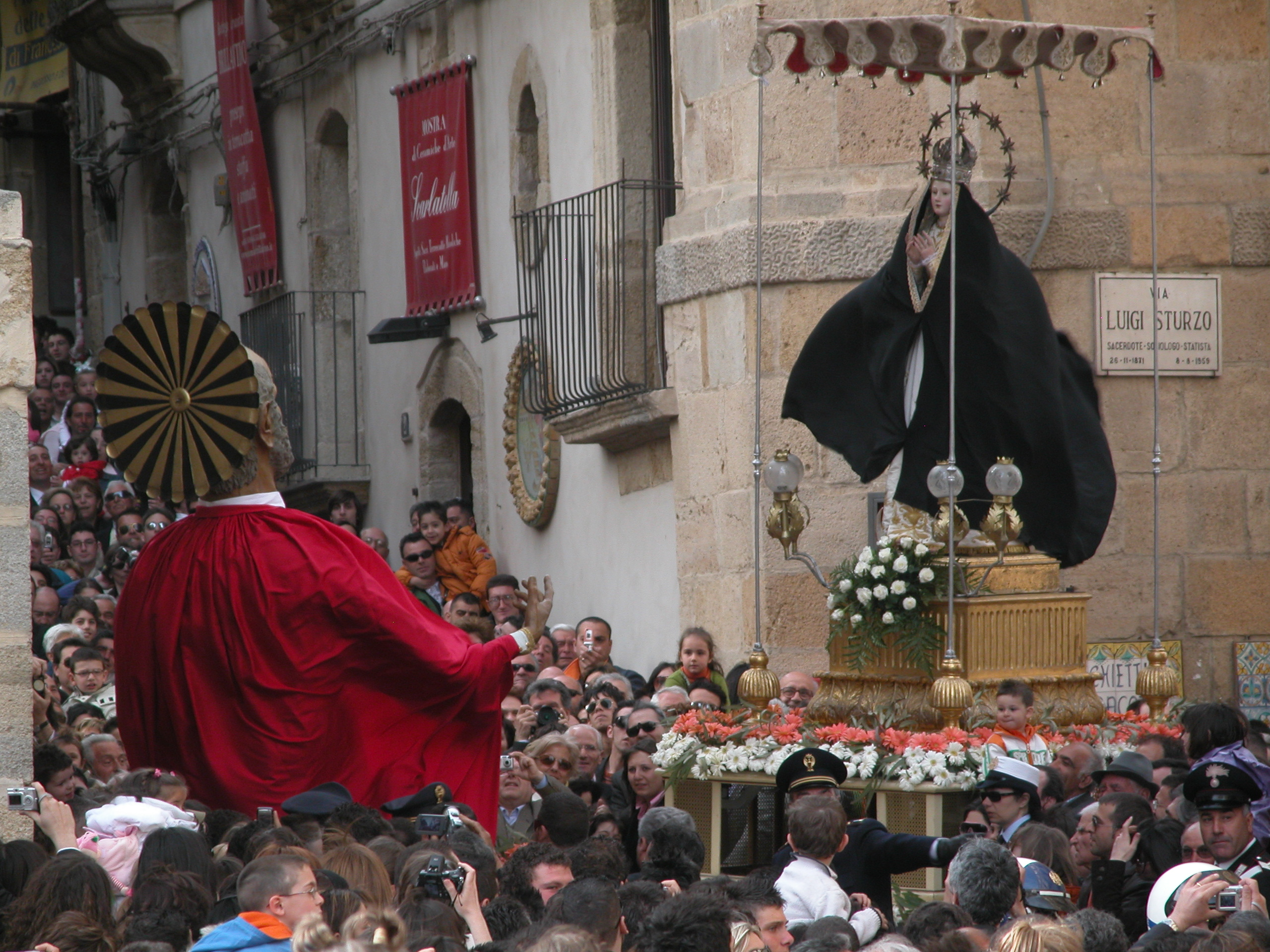
Caltagirone A'Giunta
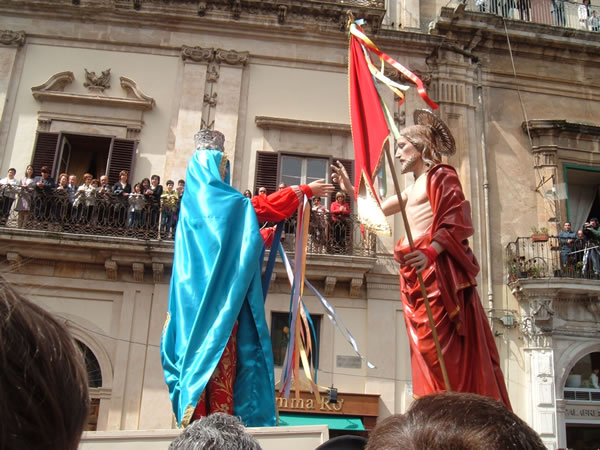
Modica vasa-vasa
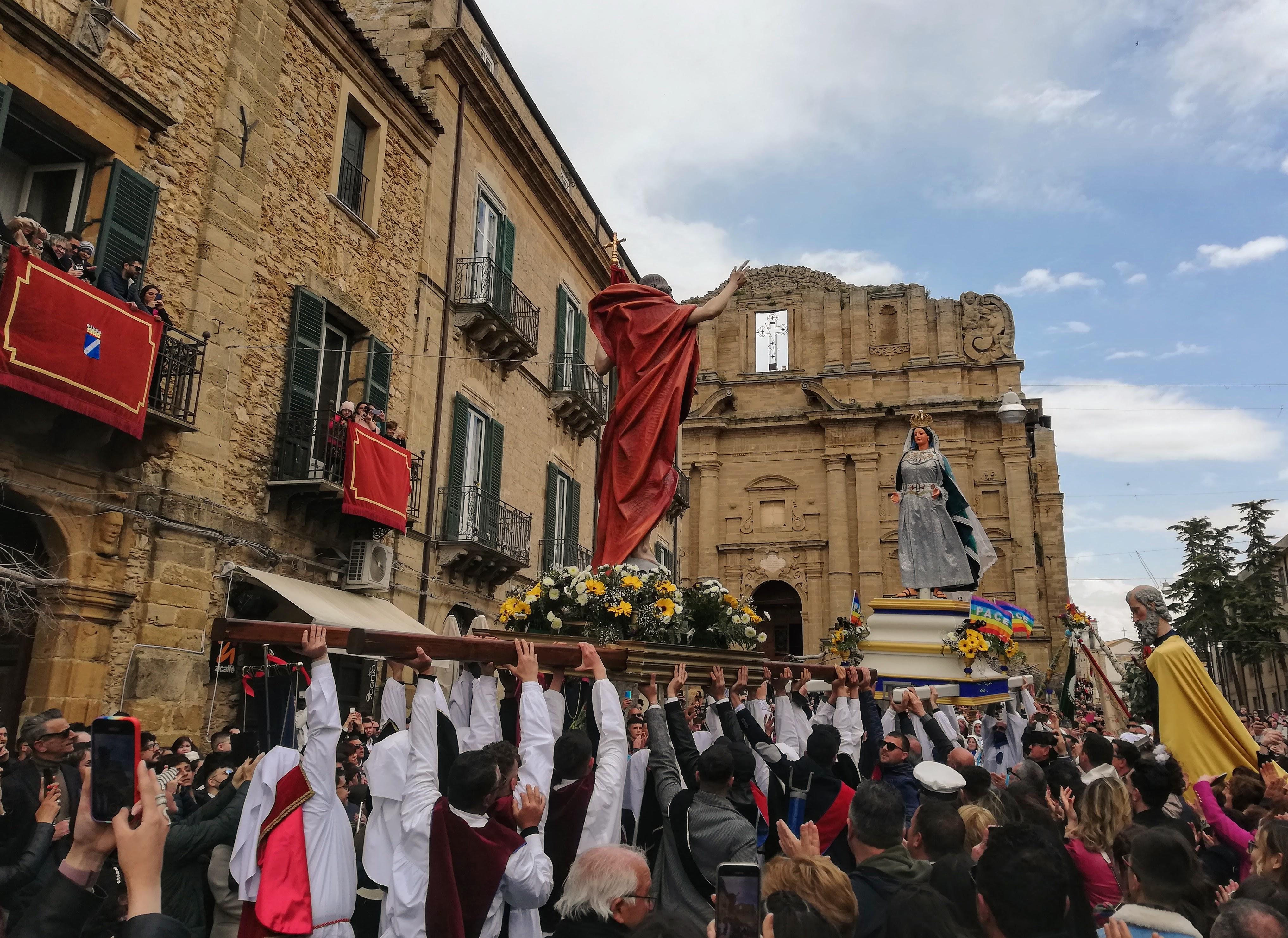
Mazzarino : a "giunta" - domenica di Pasqua
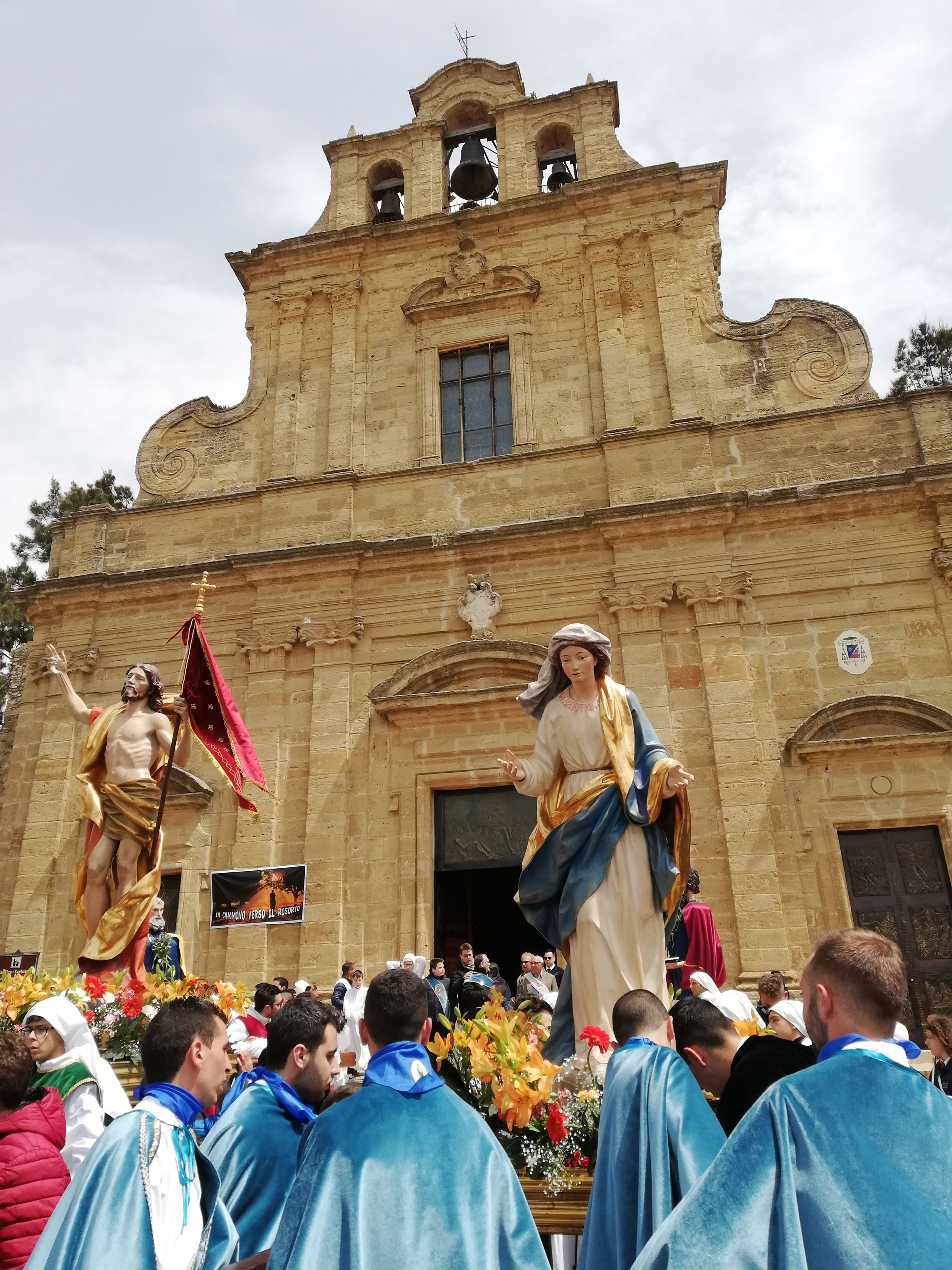
Mazzarino - domenica di Pasqua
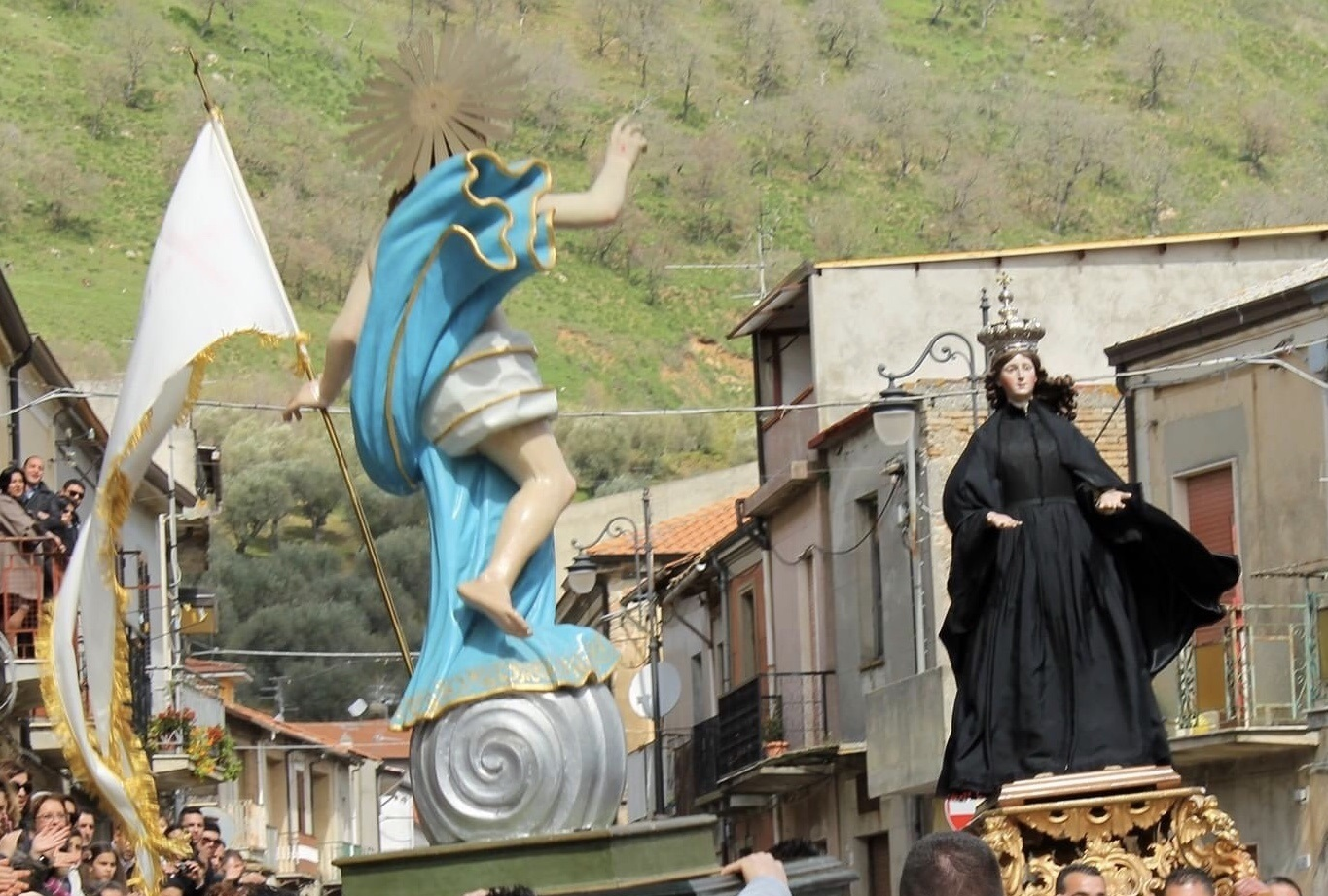
Affruntata di Stefanaconi (VV)

## Controversie
Nel 2010 a Sant'Onofrio la tradizionale rappresentazione è stata posticipata per motivi di ordine pubblico a seguito di atti intimidatori commessi nei confronti del priore della Congrega del Santissimo Rosario. Secondo le indagini della polizia, a eseguire tale gesto criminale è stata la 'ndrina egemone sul territorio i Bonavota in quanto il vescovo della Diocesi di Mileto-Nicotera-Tropea aveva emanato delle direttive (recepite dalla chiesa locale) di modifica delle regole per portare a spalla le statue, modifiche che si erano rese necessarie poiché le 'ndrine negli anni precedenti avevano monopolizzato il rito religioso per manifestare il loro potere alla comunità. La prima processione religiosa “sponsorizzata” dalla ‘ndrangheta al nord potrebbe essere stata quella di Carmagnola, dove da alcuni anni va in scena la cosiddetta «Affruntata». Questo cerimoniale - secondo un pentito - sarebbe andato in scena anche a Carmagnola. Lo rivela, nei verbali raccolti dai carabinieri del Ros, Andrea Mantella, collaboratore di giustizia.